# 烏斯季庫伊加
乌斯季库伊加（羅馬化：Ustʹ-Kuyga）是俄罗斯萨哈共和国的市级镇，属乌斯季扬斯克区，位于亚纳河畔，在区行政中心杰普塔茨基西北、共和国首府雅库茨克北偏东方向。
该地2021年人口有622人；2010年人口979；2002年人口1,568；1989年人口5,342。